# 남성현
남성현(南成鉉, 1958년 ~ )은 대한민국의 제34대 산림청장인 공무원이다.

## 생애
1978년 7급 행정직으로 산림청에서 공직을 시작했다. 2017년 국립산림과학원장으로 공직을 퇴임했다. 2022년 윤석열 정부의 산림청장으로 임명되었다.

## 학력
- 1977년 대전고등학교 졸업(56회)
- 1982년 건국대학교 행정학 학사
- 1990년 국방대학원 국방관리학 석사
- 2008년 충남대학교 대학원 산림자원학 박사

## 경력
- 1978년 7급 공무원 합격
- 1996.1~1996.12 산림청 기획예산담당관실 서기관
- 1997.1~1999.5 산림청 임산물유통과 과장
- 2002.1~2002.12 산림청 기획예산담당관, 부이사관
- 2003.1~2004.8 산림항공관리본부 본부장
- 2004.9~2006.7 산림청 기획관리관, 정책홍보관리관, 이사관
- 2006.7~2007.12 산림청 기획홍보본부 본부장
- 2008.1~2009.4 산림청 산림이용국 국장
- 2009.4~2011.2 산림청 기획조정관
- 2011.2~2012.5 제28대 남부지방산림청장
- 2012.9~2014.9 한국 인도네시아 산림협력센터 센터장
- 2015.1~2017.1 국립산림과학원 원장, 관리관
- 2017.3~2019.2 국민대학교 임산생명공학과 특임교수
- 2019.3~2021 경남과학기술대학교 산림자원학과 초빙교수
- 2021.3~2022.05 경상대학교 농업생명과학대학 산림자원학과 초빙교수
- 2022.5~2024.07 제34대 산림청장

## 수상
- 2000년 근정포장
- 2017년 홍조근정훈장